# Acide iminé
En chimie, un acide iminé est une molécule possédant à la fois un groupe fonctionnel –COOH (carboxyle) et un groupe fonctionnel >C=N– (imine).
Les acides iminés sont apparentés aux acides aminés, qui possèdent à la fois un carboxyle –COOH et un groupe fonctionnel –NH2 (amine). Les acides aminés comportant une amine secondaire sont parfois appelés improprement « acides iminés », comme c'est par exemple le cas de la proline, un acide α-aminé protéinogène.

Groupe imine.
Groupe carboxyle.
L'acide 1-pyrroline-5-carboxylique, un acide iminé ayant une imine secondaire.
La proline, un acide α-aminé ayant une amine secondaire.